# 地熱発電

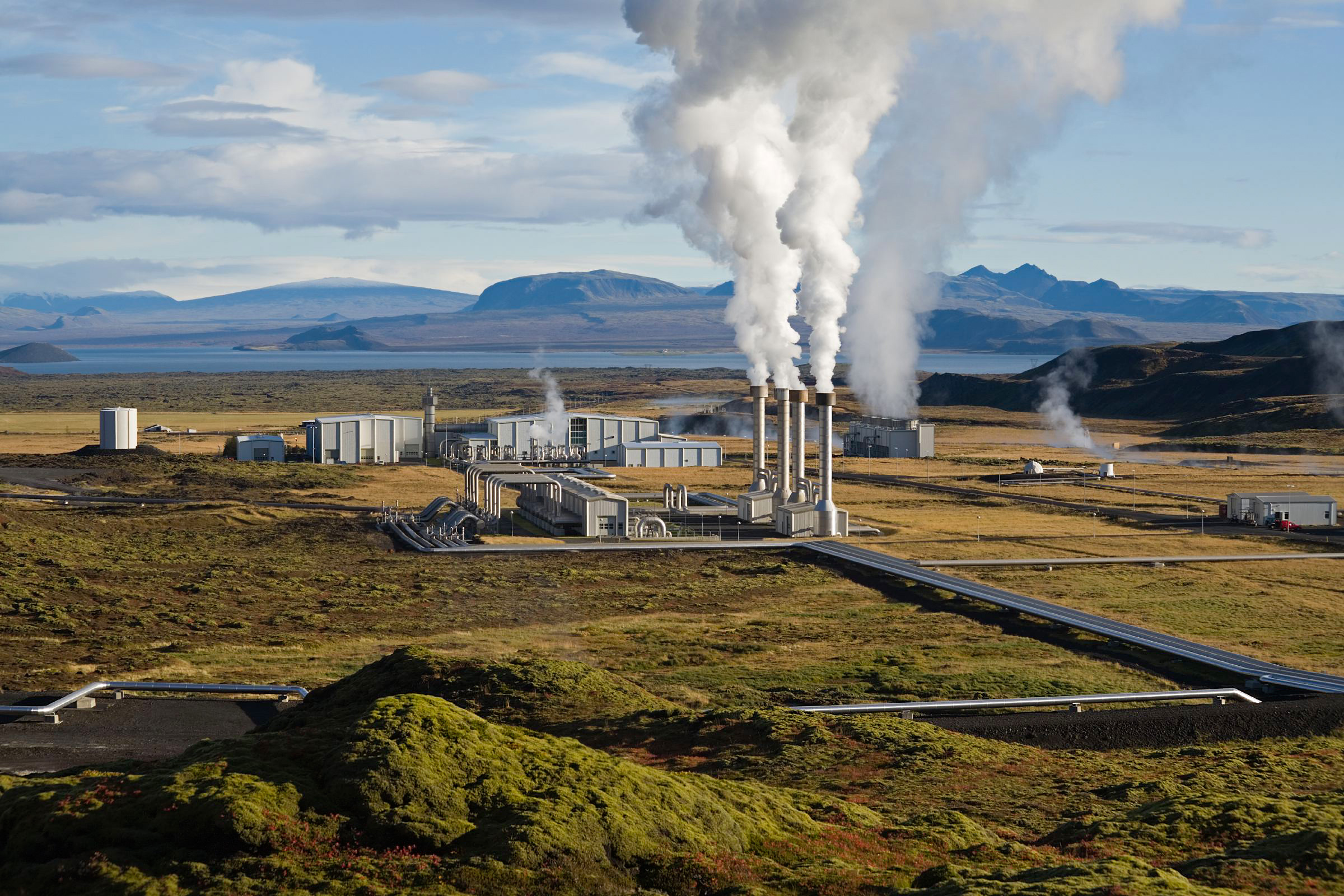
アイスランドレイキャヴィーク近郊に立地するアイスランド共和国最大の地熱発電所、Nesjavellir発電所

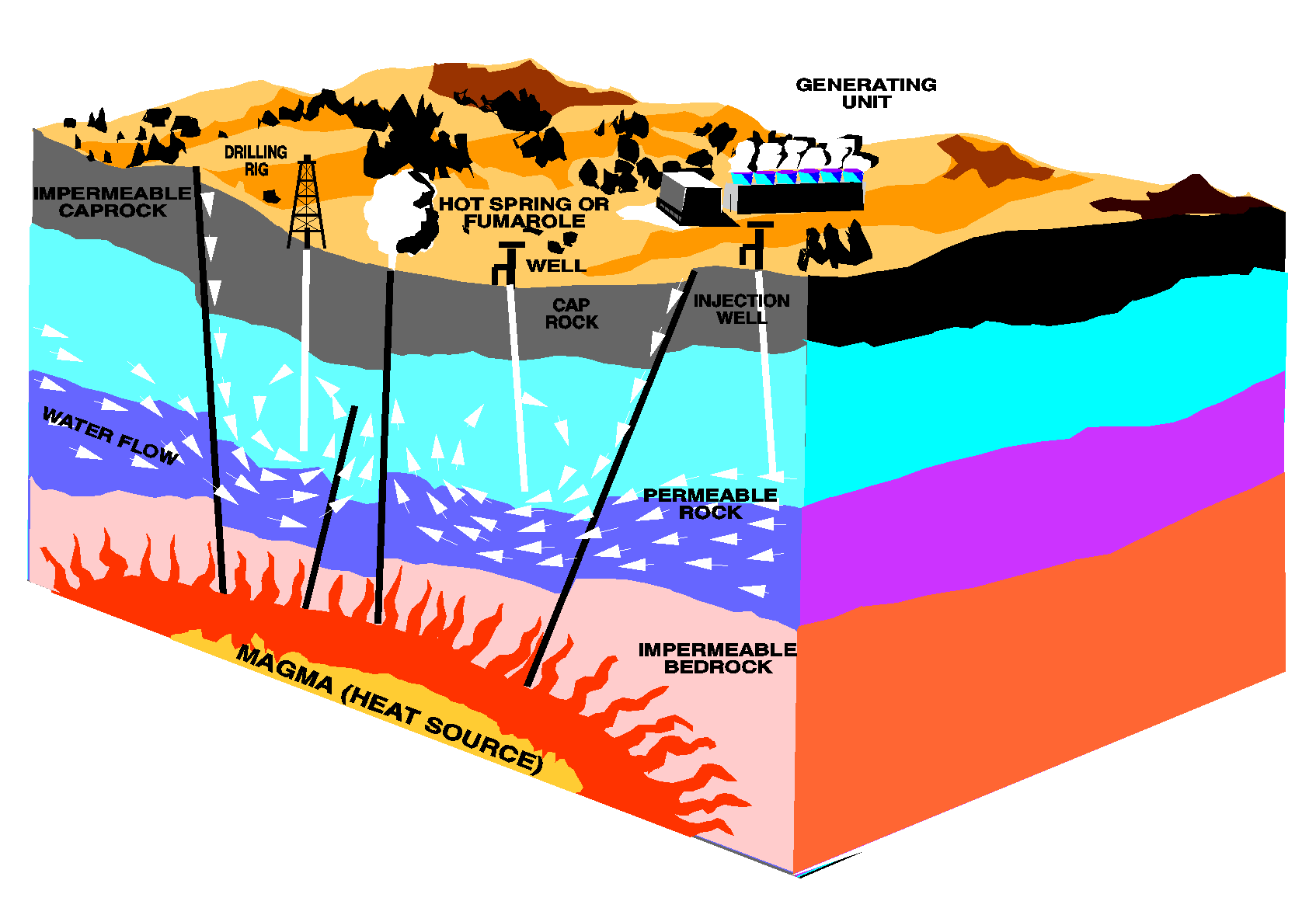
様々な地熱エネルギー

地熱発電（ちねつはつでん、じねつはつでん、英: geothermal power）とは、地熱を用いて行う発電のことである。再生可能エネルギーの一種とされる。

## 概要
地熱発電は、地熱によって生成された蒸気により発電機に連結された蒸気タービンを回すことによって電力を発生させる。地熱という再生可能エネルギーを活用した発電であるため、運転に際して温室効果ガスの一つである二酸化炭素の発生が火力発電に比して少なく、燃料の枯渇や高騰といった問題がない。また、太陽光発電や風力発電といった他の主要な再生可能エネルギーを活用した発電と異なり、天候、季節、昼夜によらず安定した発電電力量を得られる。発電後の熱水利用（ハウス栽培や養殖事業）など、エネルギーの多段階利用により、地域と共生した開発も可能。資源量も多く、特に日本のような火山国においては大きな潜在力を有すると言われる（再生可能エネルギー#資源量を参照）。一方で、「開発が制限される自然公園内に資源が集中している」「探査・開発に少なくとも十数年の歳月を要する」「発電に必要な量の蒸気が数十年単位で生産できなければ採算がとれない」「地下1,000-2,000メートルを掘り下げて蒸気の噴出量を確かめる必要があり、初期調査だけで10億円以上の費用がかかる」「掘削しても噴出量が足りずに事業を停止するなど、成功率は三割程度にとどまる。また失敗した場合、補助分以外は全て企業の損失となってしまう」などのデメリットがある。

## 世界の地熱発電

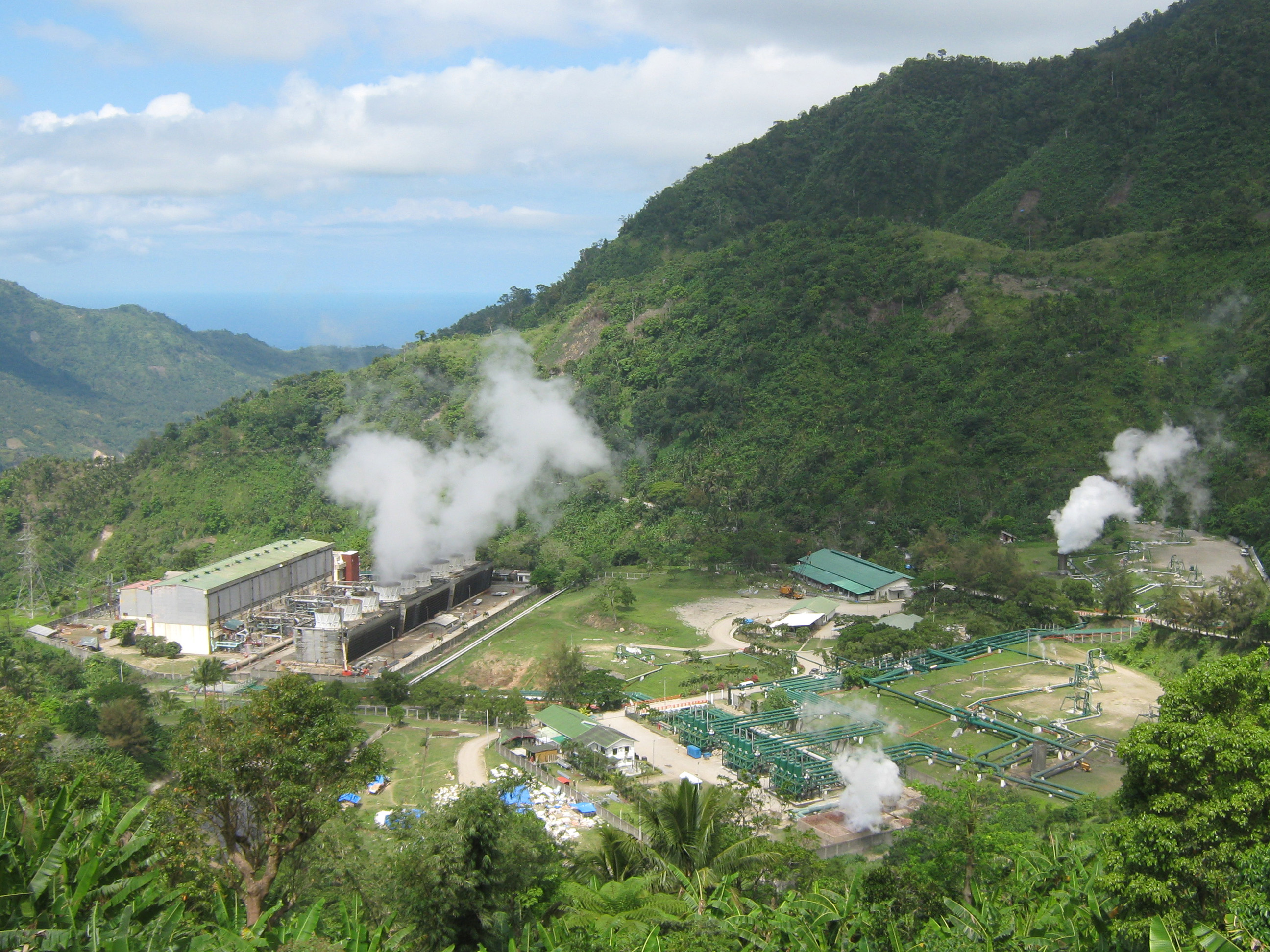
フィリピン東ネグロス州の地熱発電所

### 歴史
世界最初の地熱発電は、1904年7月4日にイタリアのラルデレロにおいて天然蒸気を利用した実験運転が行われ(0.75馬力)、1913年に発電所としての商業発電が始まった(250kW)。1942年には総出力12万kWにもなったが、この時の発電所は戦災で焼失した。第二次世界大戦後、改めて発電所が建設され、2010年時点、同発電所の発電能力は543MW、年間発電量は約50億kWhと、中規模の火力や原子力発電所1基分に匹敵する電力を供給している。

### 世界の地熱発電の現状
2005年の世界の地熱発電設備容量の合計は8878.5MW（原子炉にしておよそ8基分）である。全世界の総発電設備のうち地熱発電の割合は約0.3%になっている。
国別首位はアメリカ合衆国で、このうち約9割がカリフォルニア州に集中している。他にネバダ州、ユタ州、ハワイ州で地熱発電が行われているが、エネルギー省では西部・南部の州で地熱エネルギー開発を進め、2006年までには地熱発電所のある州を8州にまで増やす計画である。
アメリカに次いで発電容量が多いのは火山国フィリピン。フィリピンは国内に建設を進めていた2基の原子力発電所を運転開始の直前になって廃絶し、代わりに同じ発電設備容量の地熱発電所を建設した。フィリピンは国内総発電量の約4分の1を地熱でまかなう「地熱発電大国」である。
アイスランドにあるスヴァルスエインギ地熱発電所では、発電用に汲み上げた地熱海水を利用して、世界最大の露天温泉「ブルーラグーン」が運営されている。アイスランドでは、地熱発電と水力発電だけで電力を賄うことを目指すエネルギー安全保障戦略を追求している。さらに、将来において燃料電池で稼働する車両や船舶が一般にも普及した場合は、その燃料となる水素を調達するために地熱発電所をさらに開発するとの国策が示されている。
ニュージーランドでは、原子力発電をしないことを国策としている。そのため、原発に代わる発電方法として地熱発電を推進している。
産油国であり、また500-600の火山が存在し、世界の地熱埋蔵量の4割を有しているインドネシアでは、化石燃料の枯渇後を見据え、2015年までに国内の電力のうち4.5GW(4,500MW)を地熱発電で賄い、2025年までに9.5GW(9,500MW)の地熱発電を実現させることで化石燃料を節約するエネルギー安全保障戦略を国として打ち出している。2014年にはスマトラ島北部のサルーラ地区で出力330MWの地熱発電所の建設が始まっている。
日本は地熱の埋蔵量は世界第3位であるが、2024年時点では地熱発電への利用は世界10位という状況なので、今後のやり方次第で、多いに状況を改善させ、大量に地熱発電を行える可能性がある。

### 国別地熱発電設備容量
国別の地熱発電容量の合計は、発電容量の合計順に下記の様になっている。
| 国                 | 2015          | 2015              | 2020          | 2020              |
| 国                 | 設備容量 (MW) | 発電量 (GWh/year) | 設備容量 (MW) | 発電量 (GWh/year) |
| ------------------ | ------------- | ----------------- | ------------- | ----------------- |
| アメリカ           | 3098          | 16600             | 3700          | 18366             |
| インドネシア       | 1340          | 9600              | 2289          | 15315             |
| ケニア             | 594           | 2848              | 1193          | 9930              |
| フィリピン         | 1870          | 9646              | 1918          | 9893              |
| トルコ             | 397           | 3127              | 1549          | 8168              |
| ニュージーランド   | 1005          | 7000              | 1064          | 7728              |
| イタリア           | 916           | 5660              | 916           | 6100              |
| アイスランド       | 665           | 5245              | 755           | 6010              |
| メキシコ           | 1017          | 6071              | 1005.8        | 5375              |
| 日本               | 519           | 2687              | 550           | 2409              |
| コスタリカ         | 207           | 1511              | 262           | 1559              |
| エルサルバドル     | 204           | 1442              | 204           | 1442              |
| ニカラグァ         | 159           | 492               | 159           | 492               |
| ロシア             | 82            | 441               | 82            | 441               |
| チリ               | 0             | 0                 | 48            | 400               |
| ホンジュラス       | 0             | 0                 | 35            | 297               |
| グアテマラ         | 52            | 237               | 52            | 237               |
| ポルトガル         | 29            | 196               | 33            | 216               |
| 中国               | 27            | 150               | 34.89         | 174.6             |
| ドイツ             | 27            | 35                | 43            | 165               |
| フランス           | 16            | 115               | 17            | 136               |
| パプアニューギニア | 50            | 432               | 11            | 97                |
| クロアチア         | 0             | 0                 | 16.5          | 76                |
| エティオピア       | 7.3           | 10                | 7.3           | 58                |
| ハンガリー         | 0             | 0                 | 3             | 5.3               |
| 台湾               | 0.1           | 1                 | 0.3           | 2.6               |
| オーストリア       | 1.4           | 3.8               | 1.25          | 2.2               |
| ベルギー           | 0             | 0                 | 0.8           | 2                 |
| オーストラリア     | 1.1           | 0.5               | 0.62          | 1.7               |

en:List_of_geothermal_power_stationsも参照
地熱資源が乏しい国の例
2011年、火山など地熱資源の乏しいドイツで、バイナリー発電が既に実用化されている。地下1キロメートルでは温度が30度上がり、深さ4キロメートルの井戸を掘れば100度の地熱エネルギーが得られる。ドイツでは3ヶ所の地熱発電所が稼動している。

## 技術方式
現在利用されている主な地熱発電の技術としては、ドライスチーム、フラッシュサイクル、バイナリーサイクルの3方式がある。さらに将来技術として、熱水・蒸気資源が無くとも発電可能な高温岩体発電の研究開発も行われている。また発電タービンで利用した後の蒸気の取扱いに関し、そのまま大気放出する方式を背圧式、蒸気を冷却して水に戻す方式を復水式と分類する。以下にそれぞれの詳細を説明する。

### ドライスチーム
蒸気発電を行う場合、蒸気井から得られた蒸気がほとんど熱水を含まなければ、簡単な湿分除去を行うだけで蒸気タービンに送って発電を行う。このような発電方式をドライスチーム(dry steam)式と呼ぶ。日本での実施例に松川地熱発電所、八丈島発電所などがある。

### フラッシュサイクル

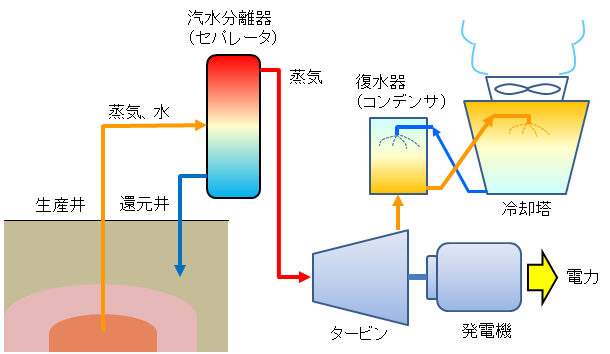
復水式地熱発電（シングルフラッシュ）設備の概略図

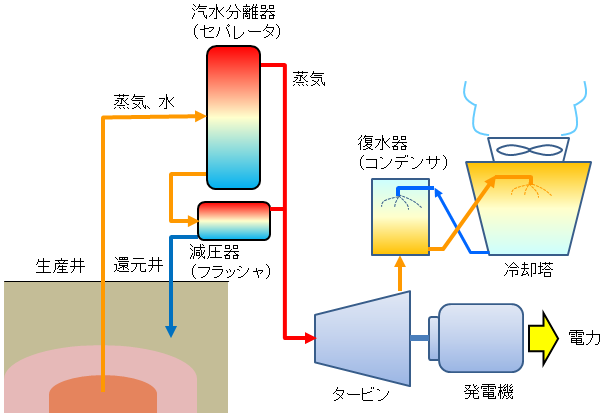
復水式地熱発電（ダブルフラッシュ）設備の概略図

シングルフラッシュサイクル
得られた蒸気に多くの熱水が含まれている場合、蒸気タービンに送る前に汽水分離器で蒸気だけを取り分ける必要がある。これをシングルフラッシュサイクルという。日本の地熱発電所では主流の方式である。
ダブルフラッシュサイクル
蒸気を分離した後の熱水を減圧すれば、さらに蒸気が得られる。この蒸気をタービンに投入すれば、設備は複雑となるが、15～25%前後の出力の向上及び地熱エネルギーの有効利用が可能となる。これをダブルフラッシュサイクルという。日本では八丁原発電所、中尾地熱発電所及び森発電所で採用されている。
トリプルフラッシュサイクル
さらに、ダブルフラッシュサイクルで蒸気を取り出した後の熱水をさらに減圧して蒸気を取り出すトリプルフラッシュサイクルも存在する。ダブルフラッシュサイクルよりも設備はさらに複雑となるが、出力の向上に伴うメリットは小さく、ニュージーランドなどに少数の例があるだけである。

### バイナリーサイクル

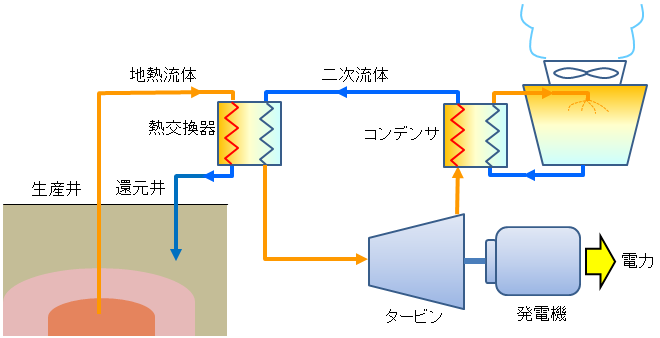
地熱バイナリー発電設備の概略図

地下の温度や圧力が低いため地熱発電を行うことが不可能であり、熱水しか得られない場合でも、アンモニア、ペンタン、フロンなど水よりも低沸点の熱媒体を、熱温水で沸騰させタービンを回して発電させることが可能な場合がある。これをバイナリー発電（binary cycle）という。
温泉発電（温泉水温度差発電）
直接入浴に利用するには高温すぎる温泉、例えば70～120℃の源泉を50℃程度の温度に下げる際、余剰の熱エネルギーを利用して発電する方式である。熱交換には専らバイナリーサイクル式が採用される。
発電能力は小さいが、占有面積が比較的小規模ですみ、熱水の熱交換を利用するだけなので、既存の温泉の源泉の湯温調節設備（温泉発電）として設置した場合、源泉の枯渇問題や、有毒物による汚染問題、熱汚染問題とは無関係に発電可能な方式である。 新規に井戸を掘るなどの工事は不要であり確実性が高く、地熱発電ができない温泉地でも適応可能といった利点がある。
日本ではイスラエルのオーマット社製が開発したペンタンを利用する発電設備が八丁原発電所で採用されている。発電設備1基あたりの能力は2MWで、設置スペースは幅16メートル、奥行き24メートルとコンビニエンスストア程度の敷地内に発電設備が設置されている。『朝日新聞』の報道によれば、日本国内にはバイナリー発電に適した地域が多く、全国に普及すれば原子力発電所8基に相当する電力を恒久的に賄うことが可能であるとの経済産業省の見解がある。

### クローズドサイクル
温泉水を汲み上げるのではなく、地上から配管に水を注入し、地熱で高温となった配管内の水を地上に汲み上げ循環させるシステムである。地熱がある場所なら熱水溜まりがなくとも地熱発電所を建設することが出来る。また、温泉水を使わないめ、温泉の枯渇の心配がないとされる。京都大学工学研究科准教授　横峯健彦らの研究グループは、ジャパン・ニュー・エナジーと共同で開発した世界初の技術「JNEC（ジェイネック）方式新地熱発電システム」と呼ばれるクローズドサイクルシステムによる発電実証に成功し、2025年を目処に、3万kWの発電量の発電所を建設する予定だとされる。

### カーボンリサイクルCO2地熱発電技術
水の代わりにCO2（二酸化炭素）を使う技術である。高温状態にあるが熱水量が不足しているために従来技術では発電に利用できなかった地熱貯留層にCO2を圧入し、高温により超臨界状態となったCO2を回収して発電する技術である。また、地下に圧入されたCO2の一部は炭酸塩鉱物などとして固定されるため、カーボンニュートラル化への貢献も期待できるとされる。この技術はJOGMECが行う地熱発電技術研究開発事業において、大成建設と地熱技術開発株式会社が共同で開発中である。

### 高温岩体発電
天然の熱水や蒸気が乏しくても、地下に高温の岩体が存在する箇所を水圧破砕し、水を送り込んで蒸気や熱水を得る高温岩体発電（hot dry rock geothermal power; HDR、またはEnhanced Geothermal System; EGS）の技術も開発されている。地熱利用の機会を拡大する技術として期待されている。既存の温水資源を利用せず温泉などとも競合しにくい技術とされ、日本では38GW (38,000MW) 以上（大型発電所40基弱に相当）におよぶ資源量が利用可能と見られている。多くの技術的課題は解決している。2000年から、2年間実証実験、発電が実施されたが、現在はコスト増を理由に中止されている。
また現在の技術ならばコストも9.0円/kWhまで低減する可能性が指摘されているが、日本国のように地下構造の変化の大きい地域で、240MW の発電所建設が可能かどうかは調査が必要としている。
2008年には、米Google社がベンチャー企業などに1000万ドルを出資して話題になった。2010年時点では、オーストラリアのジオダイナミクス社によって75MWの大規模な高温岩体地熱発電プラントの建設が進められている。

### マグマ発電
さらに将来の構想として、マグマ溜り近傍の高熱を利用するマグマ発電の検討が行われている。開発に少なくとも50年はかかると言われるが、潜在資源量は6TW(6千万MW)におよぶと見積もられ、これを用いると日本の全電力需要の3倍近くを賄えるだろうと言われている。

### 背圧式と復水式

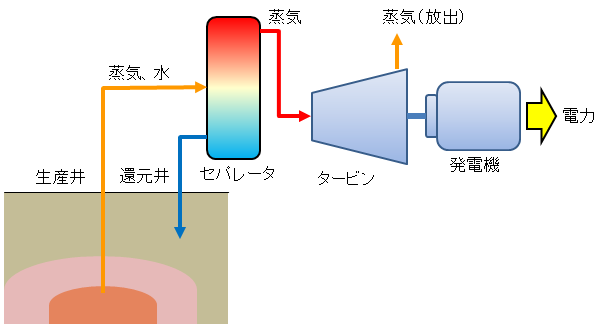
背圧式地熱発電（シングルフラッシュ）設備の概略図

地熱発電で利用されるタービンには、背圧式と復水式がある。
背圧式タービンは、タービンで利用した後の蒸気を大気に放出する。後述の復水式に比べおよそ2倍の蒸気を必要とする一方、設備が簡易で安価であり、開発・試験・予備等が目的の設備に向く。比較的短期間で製作・設置が可能であり、主に数MW程度の小規模設備で用いられる。
復水式タービンは、タービン利用後の蒸気を復水器で凝結させて水にする。設備が複雑で工期も長くなるが、蒸気の利用効率は高くなる。比較的大規模な設備で用いられる。

### 熱電発電
タービン発電機ではなく熱電素子を使うもの。大規模な発電には向いていない一方で小型化が容易。国内ではジオコンセントなどで採用例がある。詳細は熱電発電を参照。

## 関連技術

### 井戸
蒸気を採取するための坑井（蒸気井・生産井）の深さは、地下の構造や水分量などによって異なり、数十mから3,000mを超えるものまで様々である。通常は1km以上3km以下である。掘削には油井と同様の設備、技術が多く用いられているが、石油井などではやっかいなトラブルとされる逸水という現象が、地熱井においては地熱貯留層との交錯を意味するため、掘削の方針や方法は必ずしも同様であるとは言えない。
蒸気発電およびバイナリー発電では、発電に使った蒸気（復水器で凝縮されて水になる）や余った熱水を地表に放出・放流させると地下の蒸気や熱水が枯渇してしまうおそれがある。また、熱水に含まれる金属などの成分が、河川や湖沼の水質に影響を与えることも懸念される。そのため、発電に使用した後の蒸気や熱水は坑井（井戸）を通じて地下に戻すことが行われる。これを還元という。還元用の井戸（還元井、かんげんせい）は蒸気井よりも浅いことが多い。還元井は当初から還元井として掘削される他に、勢いの衰えた蒸気井が転用されることもある。
一方、還元する量が多すぎたり場所が悪かったりすると、地中の温度を下げたり、地中の蒸気や熱水の流れを乱してしまい、発電に利用可能な蒸気や熱水が得られなくなることがあるため、還元の際は適切な場所や量を選定する必要がある。

### 貯留層管理
蒸気や熱水が溜まっている地中の部位は貯留層と呼ばれるが、貯留層の温度や水分を維持するために蒸気の利用や還元を計画・実施することを、貯留層管理という。貯留層管理は、地熱資源を持続的に利用するために重要な技術である。

## 複合的な利用
発電に伴う余熱や温水を、複合的に利用する事例もある。余熱を温室栽培に活用したり、温水を利用すると共に発電所自体を観光資源にしている例等が見られる。

### 環境性能
地熱発電は地熱のエネルギーを利用して発電し、発電時に化石燃料を燃焼させる必要が無い。このため発電量あたりの二酸化炭素排出量が低く、建設等に要したエネルギーも通常1年程度で回収できる。

## 課題

### 微小地震の誘発
地下との熱水の出入りにより微小な地震が発生することがある。ただし、通常は高感度な地震計でしか感知できないような無感地震である。また、大規模な地震を誘発させた例もない。
ただし高温岩体発電の場合には状況が異なる。2006年に開始されたスイスのバーゼルにおける開発プロジェクトでは、坑井の加圧注水に伴いM3クラスの地震が発生し家屋や建物に約700万スイスフランの被害を及ぼした。調査の結果、開発を続行した場合、最大M4.5程度の地震の誘発が起こり得ることが指摘されたため、同プロジェクトは2009年に中止された。
韓国の浦項市で実施された開発プロジェクトでは計5回の加圧注水が行われ、無感地震を含め519回の地震が観測された。うち2017年11月15日に発生した地震は浦項地震と呼ばれ、同国観測史上2番目に大きいM5.5を記録したほか、7千5百万ドルの直接的被害を及ぼした。韓国政府はこの地震について浦項で実施されていた高温岩体発電開発プロジェクトが原因であるとの調査結果を発表した。

### 温泉への配慮
日本においては影響が出た事例はないが、海外においては温泉の還元不足などから、地熱発電が温泉に影響を与えた例がいくつか確認されている。日本のように還元井での資源管理や環境対策が行われていないことや、規模の違いが海外の事例においては指摘されている。これらの基本的な対策がなされた場合、原理的には温泉の湧出量減少の原因となることはない。

### 発電量あたりのコスト
地熱発電は、計画から建設までに10年以上の期間を要し、井戸の穴掘りなど多額の費用がかかるほか、地域によっては強酸性水による腐食対策や硫化水素や砒素などの有害物質への対応も求められる。
しかし稼働後は他の自然エネルギーと比しても高い費用対効果があり、2005年での調査では8.3円/kWhの発電コストが報告されている。特に、九州電力の八丁原発電所では、燃料が要らない地熱発電のメリットが減価償却の進行を助けたことにより、近年になって7円/kWhの発電コストを実現している。
しかも2013年度の固定価格買い取り制度においての買取価格は 15MW未満(40円+税)15MW以上（26円+税）であり、他の再生可能エネルギーによる発電事業と比べ優遇されている。これは地熱発電が24時間発電量が一定のベースロード電源に分類されるためで、太陽光や風力など、電力需要と無関係に発電される方式と比べ安定的な電力供給に活用しやすいためである。

### 発電量の漸次減衰
各発電所ともに所定の出力を維持するために、補充井の掘削を実施。平均して3.1年に1本の頻度で掘削。補充井を掘削したとしても、ほとんどの発電所が所定の出力を維持できていない。実際、年間発電電力量は2012年のエネルギー白書によると1997年の37.57億kWhをピークに2010年には26.32億kWhと約29.9%低下している。地熱発電所の数は増えているが、65,000キロワットだった柳津西山地熱発電所の出力が45,000キロワットに低下するなど大型施設で減衰がみられ、地熱発電の合計出力は1996年のピーク時を下回っている。

### エネルギー効率の改善
公表されている資料から蒸気量と発電量との比より求められる日本の地熱発電所の平均発電熱効率は15～20%の範囲である。このため発電量の4倍以上の熱が地上に放出される。ほとんどの発電所が山中にあるため冷却手段は冷却塔を用いるしかなく、地下からの蒸気量と同じオーダーの水蒸気が放出されることとなる。この熱を、発電だけでなく他の用途にも活用することが期待されている。

## 日本

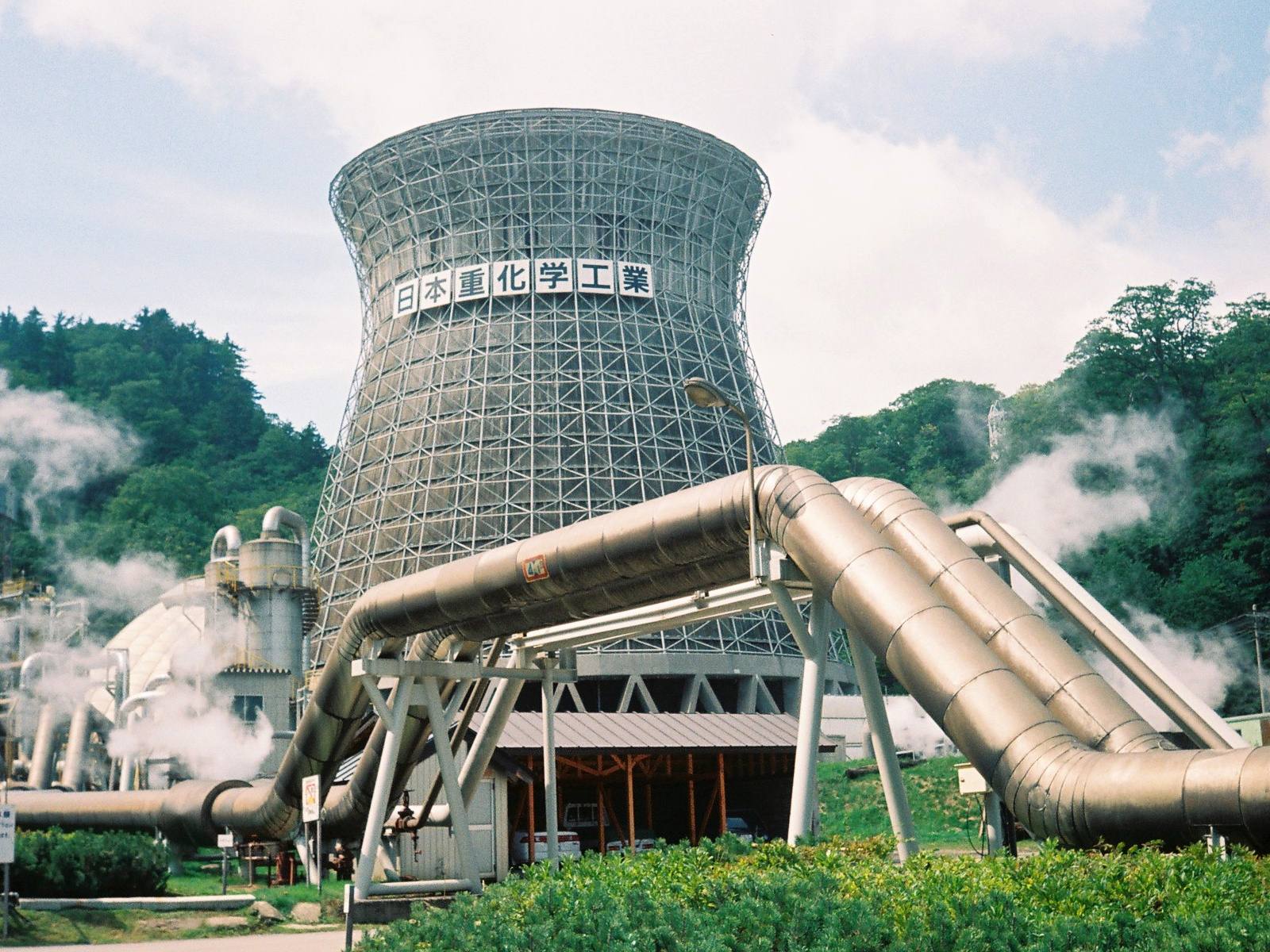
松川地熱発電所

### 歴史
1919年に帝国海軍中将・男爵山内万寿治が、大分県別府で地熱用噴気孔の掘削に成功した。1925年、これを引き継いだ東京電灯研究所長・太刀川平治が実験発電に成功した。これが日本での最初の地熱発電とされる。しかし出力にして1.12kWと微力であったことから、山内の死後程なくして地熱発電の実用化は立ち消えとなった。
実用の地熱発電所としては、1966年10月8日にドライスチーム方式（蒸気卓越型）の松川地熱発電所（岩手県八幡平市）が営業運転を始めたのが最初で、翌1967年にはフラッシュサイクル方式（熱水卓越型）の大岳発電所（大分県九重町）が運転を開始している。

### 現状

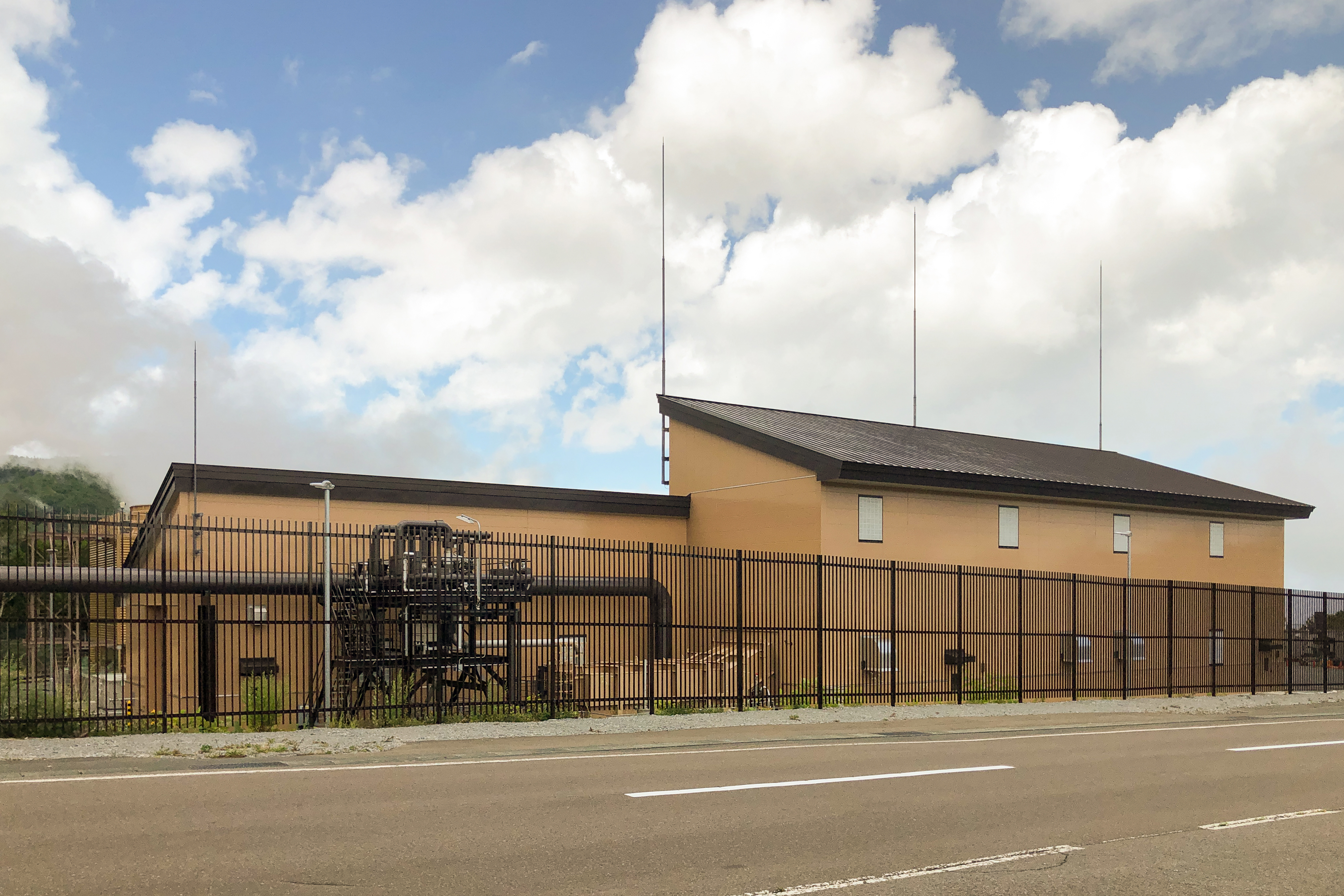
松尾八幡平地熱発電所

日本における地熱発電の発電設備容量は2019年度時点で約540MWであり、発電電力量は2,472GWhと他の発電を含めた総発電量のわずか0.2%である。地熱発電が比較的盛んな九州においても、総発電量の2%にすぎない。日本において地熱発電の普及が低迷してきたのは、石油価格の安定、エネルギー政策の転換、開発に際する国定公園、国立公園の規制と、温泉地からの反発が主な理由だと言われている（詳細後述）。
それでも日本列島は火山の多い環境のため、日本国内の地熱発電の埋蔵量は多く、約33GW（33,000MW）にもなると見積もられている。燃料の大部分を国外からの輸入に頼る日本としては貴重な国産エネルギーともなりうるため、地熱発電の開発を積極的に進めるべきとの指摘がなされている。
また地熱発電に関わる日系企業の技術は高く、140MWと1基としては世界最大出力の地熱発電プラント（ナ・アワ・プルア発電所）を富士電機システムズ、さらにそれを上回る166MWのタービン発電機（テ・ミヒ発電所）を東芝がニュージーランドに納入するなど、2010年の時点で、富士電機、東芝、三菱重工の日本企業3社が世界の地熱発電設備容量の70%のプラントを供給している。
一方、日本国内の地熱発電に関わる研究は長年冷遇されており、1997年の新エネ法で地熱発電が新エネルギーから除外され、国内での研究がほとんど行われない状態が続いていた。2003年から始まった「電気事業者による新エネルギー等の利用に関する特別措置法（RPS法）」の対象となる地熱事業は「熱水を著しく減少させないもの」という条件付きで、実質的に蒸気フラッシュ型が認定を受けにくい制度であったことから、日本国内の市場展開も滞り、文字通り2000年代は地熱の「冬の時代」が続いていた。2008年にバイナリー発電のみ新エネルギーに復帰し、地熱発電の主要をなすフラッシュ発電の可能性が制度上なくなった。同年、経済産業省で地熱発電に関する研究会を発足、2010年度には、地熱発電の開発費用に対する補助金を引き上げを検討はしたものの、実現には程遠い状態であった。2010年には民主党政権の事業仕分けの対象に「地熱開発促進調査事業」と「地熱発電開発事業」が含まれることになり存続そのものが危ぶまれた。
しかし、2011年の東日本大震災とそれに伴う福島第一原子力発電所事故により、再生可能エネルギー開発の一環として、地熱発電の新規開発に向けた規制緩和に関心が持たれるようになった。例えば、環境省は同年6月にも地熱発電所設置における二大課題である「国定・国立公園に関わる規制」および「温泉施設に対する影響評価」の見直しを始めた。翌2012年には、地熱発電を含む再生可能エネルギーによる電力の買取価格を、15年間の間1kWあたり42円と決定した。さらに国定・国立公園に関わる規制の緩和も進み、後述する小規模地熱発電の稼働に向け多数調査、計画が始められている。
2019年には、23年ぶりの大規模地熱発電所となる松尾八幡平地地熱発電所（岩手県八幡平市）が1月に、また、山葵沢地熱発電所（秋田県湯沢市）が5月に運転を開始している。

### 国定・国立公園との関係
地熱発電の設立が、日本で積極的に進まなかった大きな理由の一つとして、発電所の候補地の多くが国定公園、国立公園に指定されていることがあった。1972年（昭和47年）に当時の通商産業省（現・経済産業省）と環境庁（現・環境省）の間で交わされた「既設の発電所を除き、国立公園内に新たな地熱発電所を建設しない」ことを約する覚書により、事実上発電所の新設が認められていなかったのである。
日本地熱学会などの推進派は、国立公園内にも巨大ダムや大型施設が立地していることから、環境省の裁量次第で地熱発電の建設ができると反論していた。環境庁も前述の通り2011年から見直しに入り、2012年には国立公園内の開発工事が届出が不要になるなど、規制緩和が進んでいる。

### 温泉関係者の危惧
日本で地熱発電の開発が進まなかったもう一つの大きな理由として、周辺の温泉地からの反対があった。 たとえば群馬県の嬬恋村では2008年（平成20年）に地熱発電の計画が浮上したが、その予定地が草津温泉の源泉から数kmしか離れていないため、「温泉に影響が出る可能性が必ずしも排除できない」として草津町が反対を表明した。草津温泉では温泉権を主張して地熱発電と温泉との因果関係の有無を検証するための地下ボーリング調査等を行うことにも反対した。
しかし、地熱発電推進派からは、地下の地熱エネルギーおよび温泉資源についての科学的調査の結果、日本においては地熱発電所の開発規模が外国と比較して小さいことや地熱資源の維持に細心の注意が払われているから、地熱発電所が温泉などの周辺環境に影響を与えた事例は一例もないとも反論されている。また、地熱発電所と温泉・観光地との共存共栄は可能であるとの見解を示している。

### 地熱は誰のものかに関するコンセンサスの醸成
温泉地からの反対は、地下熱源の利用を巡り、地熱発電所と周辺の温泉とを調停する仕組みが確立されていないため解決が難しくなっている、という指摘もある。例えば、利水に当っては、水争いといわれるような歴史があり、上流の地域が水利権を独占することはなく、上流と下流とが調停する習慣が古くからあった。しかし地下熱源に関しては、これまで温泉業者だけが地熱をいわゆる既得権益として独占してきた。（実際のところ日本では温泉に影響が出た例は無く、杞憂つまり「心配のしすぎ」なので、もう少し現実的になって、日本全体の利益も考慮して）地下熱源に関しても利水同様に、地熱発電と温泉地との間で協議できるうまい調停の仕組みが必要だとする指摘もある。

### 日本の地熱発電所
火山の多い東北地方や九州地方の一部に集中している。
北海道電力、九州電力の発電所名には「地熱」がつかない。八丁原発電所では、近年になって7円/kWhの発電コストを実現している。
地下の地熱貯留層を管理し、地熱を枯渇させないためには、プラント1基あたりの発電能力は一般的な水力発電と同等の数十MW程度と小規模となる。プラントは小規模ながら、計画的な消耗品の交換と貯留層の管理を行うことによって、長期間にわたって安定した電力を供給でき、なおかつ事故のリスクも小さいことから、エンジニアリングに精通している極少数の労働者によって運転や保守点検が行われている。現在、消耗品や貯留層の管理にかかるコストの高さが、国内での地熱発電の普及を妨げる障害となっている。
その他、カウンターテロリズムの観点から地熱発電に注目すると、重要防護施設としての性質上、ゲリラコマンドや不審船からの襲撃に備えて原子力関連施設警戒隊の常駐が行われている原子力発電所や、防災上、一定の能力を有する自衛消防組織（自衛消防隊）の常駐が必要な火力発電所など、他の発電方式と比べてセキュリティ上の懸念も少ないことから、無人で運転されている発電所が多い。
無人の発電所の様子は、遠隔地にある施設に勤務しているオペレーターからデータ通信を用いて常時監視され、必要に応じて専門家が現地に赴いて管理や修繕作業等を実施する。
| 都道県             | 都市               | 発電所                                             | 発電会社                                   | 方式               | 位置                                   | 容量 (kW) |
| ------------------ | ------------------ | -------------------------------------------------- | ------------------------------------------ | ------------------ | -------------------------------------- | --------- |
| 北海道             | 函館市             | 南茅部地熱発電所                                   | ORジオ南茅部                               | B                  |                                        | 6500      |
| 北海道             | 森町               | 森発電所                                           | 北海道電力                                 | DF                 | 北緯42度8分1.5秒 東経140度27分19.2秒   | 25000     |
| 北海道             | 弟子屈町           | 摩周湖温泉バイナリー発電施設                       | 国書刊行会                                 | B                  |                                        | 100       |
| 北海道             | 洞爺湖町           | 洞爺湖温泉KH-1                                     | 洞爺湖温泉利用協同組合                     | B                  |                                        | 45        |
| 北海道             | 奥尻町             | 奥尻地熱                                           | 越森石油電器商会                           | B                  |                                        | 250       |
| 岩手県             | 八幡平市           | 松川地熱発電所†                                    | 東北水力地熱                               | DS                 | 北緯39度52分19秒 東経140度55分14.4秒   | 23500     |
| 岩手県             | 八幡平市           | 松尾八幡平地熱発電所                               | 岩手地熱                                   | DS                 |                                        | 7499      |
| 岩手県             | 八幡平市           | 安比地熱発電所                                     | 安比地熱                                   | SF                 | 北緯39度52分23.1秒 東経140度52分56.9秒 | 14900     |
| 岩手県             | 雫石町             | 葛根田地熱発電所                                   | 東北電力                                   | SF                 | 北緯39度49分44.9秒 東経140度51分53.6秒 | 80000     |
| 宮城県             | 大崎市             | 鬼首地熱発電所                                     | 電源開発                                   | SF                 | 北緯38度48分35.5秒 東経140度42分30.3秒 | 14900     |
| 宮城県             | 大崎市             | 鳴子温泉バイナリー                                 | 鳴子ふるさと創生温泉 事業合同会社          | B                  |                                        | 65        |
| 秋田県             | 湯沢市             | 上の岱地熱発電所                                   | 東北電力                                   | SF                 | 北緯39度0分6.2秒 東経140度36分14.6秒   | 28800     |
| 秋田県             | 湯沢市             | 山葵沢地熱発電所                                   | 電源開発                                   | DF                 |                                        | 46199     |
| 秋田県             | 鹿角市             | 澄川地熱発電所                                     | 東北電力                                   | SF                 | 北緯39度58分53.4秒 東経140度46分55.3秒 | 50000     |
| 秋田県             | 鹿角市             | 大沼地熱発電所†                                    | 三菱マテリアル                             | SF                 | 北緯39度59分8.6秒 東経140度48分18.7秒  | 9500      |
| 福島県             | 柳津町             | 柳津西山地熱発電所                                 | 東北電力                                   | SF                 | 北緯37度26分24.9秒 東経139度41分39秒   | 30000     |
| 福島県             | 福島市             | 土湯温泉16号源泉バイナリー発電所                   | つちゆ温泉エナジー                         | B                  |                                        | 400       |
| 栃木県             | 那須町             | ホテルサンバレーバイナリー発電所                   | ホテルサンバレー那須                       | B                  |                                        | 20        |
| 東京都             | 八丈町             | 八丈島地熱・風力発電所（廃止改修）                 | オリックス                                 | DF                 | 北緯33度4分28.8秒 東経139度48分46秒    | 3300      |
| 新潟県             | 十日町             | 松之山温泉バイナリー地熱発電実証試験施設           | 環境省                                     | B                  |                                        | 87        |
| 長野県             | 高山村             | 七味温泉ホテル渓山亭バイナリー発電所               | 七味温泉ホテル                             | B                  |                                        | 20        |
| 岐阜県             | 高山市             | 一重ヶ根2号バイナリー                              | シン・エナジー                             | B                  |                                        | 72        |
| 岐阜県             | 高山市             | 中尾地熱発電所                                     | 中尾地熱発電                               | DF                 |                                        | 1998      |
| 静岡県             | 東伊豆町           | 東伊豆町温泉発電所（湯の華ぱぁーく）               | 東伊豆町                                   | B                  |                                        | 3         |
| 静岡県             | 下田市             | 下田温泉バイナリー                                 | JX金属                                     | B                  |                                        | 110       |
| 兵庫県             | 新温泉町           | 湯村温泉観光交流センター薬師湯温泉バイナリー発電所 | 新温泉町（町が主体）                       | B                  |                                        | 40        |
| 鳥取県             | 東伯町             | 協和地建コンサルタント湯梨浜地熱発電所             | 協和地建コンサルタント                     | B                  |                                        | 20        |
| 長崎県             | 雲仙市             | 小浜温泉バイナリー発電所                           | 洸陽電機                                   | B                  |                                        | 200       |
| 熊本県             | 小国町             | 岳の湯発電所（休止中）†                            | 廣瀬商事                                   | SF                 | 北緯33度9分23.8秒 東経131度8分3.8秒    | 50        |
| 熊本県             | 小国町             | わいた地熱発電所                                   | わいた会                                   | SF                 |                                        | 1995      |
| 熊本県             | 小国町             | 小国まつや地熱発電所                               | 小国まつや発電所                           | B                  |                                        | 50        |
| 熊本県             | 小国町             | 小国町おこしエネルギー地熱発電所                   | 町おこしエネルギー                         | SF                 |                                        | 4990      |
| 大分県             | 別府市             | 杉乃井地熱発電所†                                  | 杉乃井ホテル                               | SF                 | 北緯33度16分55.1秒 東経131度28分14.5秒 | 1900      |
| 大分県             | 別府市             | コスモテック別府バイナリー発電所                   | コスモテック                               | B                  |                                        | 500       |
| 大分県             | 別府市             | 湯山地熱発電所                                     | 西日本地熱発電                             | B                  |                                        | 100       |
| 大分県             | 別府市             | 亀の井発電所                                       | 地熱ワールド工業                           | TF                 |                                        | 11        |
| 大分県             | 別府市             | 五湯苑地熱発電所                                   | 西日本地熱発電                             | B                  |                                        | 92        |
| 大分県             | 別府市             | 南立石温泉熱発電所                                 | 平和建設                                   | B                  |                                        | 49        |
| 大分県             | 別府市             | 安部内科医院発電所                                 | 安部内科医院                               | B                  |                                        | 20        |
| 大分県             | 別府市             | タタラ第一発電所                                   | 日本地熱興業                               | B                  |                                        | 49        |
| 大分県             | 別府市             | 瀬戸内自然エナジーXLT発電所                        | 瀬戸内自然エナジー                         | B                  |                                        | 48        |
| 大分県             | 別府市             | KAコンティニュー                                   | KAコンティニュー（株）                     | B                  |                                        | 48        |
| 大分県             | 別府市             | 別府スパサービス発電所（分譲型発電所）             | （株）別府スパサービス                     | B                  |                                        | 125       |
| 大分県             | 別府市             | フィノバイナリー発電所                             | フィノバイナリー発電所（同）               | B                  |                                        | 250       |
| 大分県             | 別府市             | PPSNバイナリー                                     | （株）PPSN                                 | B                  |                                        | 125       |
| 大分県             | 別府市             | SUMO POWER                                         | （株）SUMO POWER                           | B                  |                                        | 125       |
| 大分県             | 別府市             | エスエヌエスパワー                                 | （株）エスエヌエスパワー                   | B                  |                                        | 125       |
| 大分県             | 別府市             | 牧野                                               | 牧野海運（株）                             | B                  |                                        | 125       |
| 大分県             | 別府市             | BLDバイナリー                                      | BLDPowerStations（株）                     | B                  |                                        | 250       |
| 大分県             | 別府市             | （株）千葉                                         | （株）千葉                                 | B                  |                                        | 250       |
| 大分県             | 別府市             | 千葉HD                                             | （株）千葉ホールディングス                 | B                  |                                        | 250       |
| 大分県             | 別府市             | GRACE                                              | （株）GRACE                                | B                  |                                        | 125       |
| 大分県             | 別府市             | 基住                                               | （株）基住                                 | B                  |                                        | 125       |
| 大分県             | 別府市             | 楢﨑幹雄                                           | 楢崎幹雄                                   | B                  |                                        | 125       |
| 大分県             | 別府市             | VEPエナジー                                        | （株）VEPエナジー                          | B                  |                                        | 125       |
| 大分県             | 別府市             | RE-ENERGY地熱                                      | RE-ENERGY組合                              | B                  |                                        | 125       |
| 大分県             | 別府市             | レナヴィス                                         | （株）レナヴィス                           | B                  |                                        | 125       |
| 大分県             | 別府市             | レナ発電所1号                                      | レナ発電所1号（同）                        | B                  |                                        | 250       |
| 大分県             | 別府市             | P-POWER                                            | （株）PPSN                                 | B                  |                                        | 250       |
| 大分県             | 別府市             | エヌアイエスバイナリー                             | エヌアイエスバイナリー発電所（同）         | B                  |                                        | 250       |
| 大分県             | 別府市             | T・S・B                                            | （株）T・S・B                              | B                  |                                        | 125       |
| 大分県             | 別府市             | デュアルエナジー                                   | デュアルエナジーバイ ナリー発電所1号（同） | B                  |                                        | 250       |
| 大分県             | 別府市             | 別府鶴見温泉地熱発電所1号                          | 別府鶴見温泉地熱発電所1号（同）            | B                  |                                        | 250       |
| 大分県             | 別府市             | 安倍内科医院                                       | 安倍内科医院                               | B                  |                                        | 20        |
| 大分県             | 別府市             | 三光地熱開発バイナリー                             | 三光地熱開発                               | B                  |                                        | 53        |
| 大分県             | 別府市             | 鉄輪プロジェクト温泉再生事業一号                   | 辻田建機                                   | B                  |                                        | 57        |
| 大分県             | 九重町             | 大岳発電所                                         | 九州電力                                   | DF                 | 北緯33度7分17.9秒 東経131度11分24.8秒  | 13700     |
| 大分県             | 九重町             | 八丁原発電所                                       | 九州電力                                   | DF                 | 北緯33度6分18.1秒 東経131度11分15.2秒  | 112000    |
| 大分県             | 九重町             | 八丁原バイナリ―                                    | 九州電力                                   | B                  |                                        | 2000      |
| 大分県             | 九重町             | 滝上発電所                                         | 九州電力                                   | SF                 | 北緯33度12分41.1秒 東経131度16分23秒   | 27500     |
| 大分県             | 九重町             | 九重地熱発電所†                                    | 九重観光ホテル                             | SF                 | 北緯33度6分33秒 東経131度13分12.4秒    | 990       |
| 大分県             | 九重町             | 菅原バイナリー発電所                               | 九電みらいエナジー                         | B                  |                                        | 5000      |
| 大分県             | 九重町             | 滝上バイナリー発電所                               | 出光大分地熱                               | B                  |                                        | 5050      |
| 大分県             | 九重町             | 九重野矢地区バイナリー                             | （株）タカフジ                             | B                  |                                        | 50        |
| 大分県             | 由布市             | 湯布院フォレストエナジーバイナリ―発電所            | 湯布院フォレストエナジー                   | B                  |                                        | 50        |
| 大分県             | 由布市             | OTE大分奥江温泉地熱バイナリサイクル                | OTE大分（株）                              | B                  |                                        | 50        |
| 宮崎県             | えびの市           | やまのめぐみ温泉熱バイナリー発電所                 | やまのめぐみ発電                           | B                  |                                        | 60        |
| 鹿児島県           | 指宿市             | 山川発電所                                         | 九州電力                                   | SF                 | 北緯31度11分27秒 東経130度36分51.2秒   | 30000     |
| 鹿児島県           | 指宿市             | 山川バイナリー発電所                               | 九電みらいエナジー                         | B                  |                                        | 4990      |
| 鹿児島県           | 指宿市             | メディポリス指宿発電所                             | メディポリスエナジー                       | B                  |                                        | 1410      |
| 鹿児島県           | 霧島市             | 大霧発電所                                         | 九州電力                                   | SF                 | 北緯31度55分54.6秒 東経130度47分52.3秒 | 30000     |
| 鹿児島県           | 霧島市             | 霧島国際ホテル地熱発電所†                          | 大和紡観光                                 | B                  | 北緯31度53分40.4秒 東経130度49分42.4秒 | 100       |
| 合計（休止中除く） | 合計（休止中除く） | 合計（休止中除く）                                 | 合計（休止中除く）                         | 合計（休止中除く） | 合計（休止中除く）                     | 537297    |

＊発電方式 DS…ドライスチーム、SF…シングルフラッシュ、DF…ダブルフラッシュ、B…バイナリー、TF…トータルフロー発電（ゆけむり発電）

＊1000kW=1MW

＊†印が付されたものは自家用発電所
- 八丈島の地熱発電は、2014年度に発電量を3倍に増設し、揚水発電も併設される予定[85]であった。施設の老朽化により2019年3月29日付で廃止され、事業者がオリックスになり新たな施設が2024年に運転開始予定と告知されている[86]。

このほか、検討中・工事中等のものとしては、下記のものがある。
- 福島県・磐梯地域（検討中）[87][88]
- 北海道・上川町（検討中）[89]
- 北海道・標津町武佐岳地域（調査）：2013年6月から地熱発電事業の調査、石油資源開発の発表。15,000kW規模で2023年頃に発電開始予定[90]。

## 題材とした作品
- マグマ (小説) - 2012年にテレビドラマ化